# 놈은 바닷속으로부터 왔다
《놈은 바닷속으로부터 왔다》(영어: It Came From Beneath The Sea)는 1955년 미국의 괴수 영화이다.

## 줄거리
태평양에서 핵잠수함이 거대한 물체와 충돌하여 손상을 입고, 잠수함에 박힌 정체불명의 해양 생물 조직을 분석한 결과 거대 문어의 일부임이 밝혀진다. 해양 생물학자들은 남태평양 핵실험으로 인해 고향을 떠나 방사능에 오염된 거대 문어가 먹이를 찾아 북미 해안으로 이동했다고 추정한다. 
실종된 선박과 인명 피해가 속출하자, 군 당국은 거대 문어의 존재를 인정하고 과학자들과 협력하기 시작한다. 목격자들의 증언을 통해 거대 문어의 공격을 확인한 후, 정부는 북태평양 해상을 봉쇄하고, 과학자들은 문어를 유인하기 위해 죽은 상어를 미끼로 사용한다. 또한, 문어를 바다로 되돌려 보내기 위해 특수 어뢰를 개발한다.
거대 문어는 전기 충격에 자극받아 샌프란시스코만을 향하고, 샌프란시스코 시내는 혼란에 빠진다. 해군은 금문교를 폐쇄하고 도시를 비상 대피시킨다. 문어는 다리를 공격하고, 전기가 흐르는 상태로 인해 더욱 격분한다. 해군과 과학자들은 함께 문어를 제압하기 위한 작전을 펼친다. 
결국 잠수함에 탑승한 해군 사령관과 과학자가 어뢰를 발사하여 문어를 공격하지만, 문어는 잠수함을 움켜잡는다. 사령관은 직접 수중으로 들어가 폭탄을 설치하고, 과학자는 문어의 눈을 공격하여 잠수함을 해방시킨다. 결국 어뢰가 폭발하면서 거대 문어는 최후를 맞이하고, 모든 위협이 해소된다. 사건을 해결한 해군 사령관은 과학자에게 청혼하고, 둘은 결혼을 약속한다.

## 출연
- 케네스 토비 - 피트 매슈스
- 페이스 도머그 - 레슬리 조이스
- 도널드 커티스 - 존 카터
- 이언 키스 - 번스 제독
- 딘 매덕스 주니어 - 노먼 제독
- 척 그리피스 - 그리프 중위
- 해리 로터 - 빌 내시 부관
- 리처드 W. 피터슨 - 스테이시 대위